# Organisation islamique pour la sécurité alimentaire
Vous pouvez aider à l'améliorer ou bien discuter des problèmes sur sa page de discussion.
- Il ne cite pas suffisamment ses sources. Vous pouvez indiquer les passages à sourcer avec {{référence nécessaire}} ou {{Référence souhaitée}}, et inclure les références utiles en les liant aux notes de bas de page. (Marqué depuis juin 2022)

- Archive Wikiwix
- Bing
- Cairn
- DuckDuckGo
- E. Universalis
- Gallica
- Google
- G. Books
- G. News
- G. Scholar
- Persée
- Qwant
- (zh) Baidu
- (ru) Yandex
- (wd) trouver des œuvres sur Wikidata

L'Organisation islamique pour la sécurité alimentaire (en arabe : المنظمة الإسلامية للأمن الغذائي, en anglais : Islamic Organization for Food Security (IOFS)) - est une organisation internationale dont la tâche est d'assurer la sécurité alimentaire dans les pays de l'Organisation de la coopération islamique. Ses trois langues officielles sont l'arabe, l'anglais et le français.

## Histoire
Le 8 juin 2011, le premier président de la République du Kazakhstan, Noursoultan Nazarbaïev, a annoncé la nécessité de créer une entité spécialisée dans la sécurité alimentaire au sein de l'OCI lors de la 7e session du Forum économique islamique mondial à Astana. Lors de la 38e session du Conseil des ministres des affaires étrangères de l'OCI, il l'a de nouveau mentionné et a suggéré d'installer le siège au Kazakhstan, un État producteur et exportateur de produits alimentaires.
Le nom «Organisation islamique pour la sécurité alimentaire» (OISA) et le Statut de cette institution spécialisée de l’OCI ont été formulés à la Réunion intergouvernementale des experts des États membres de l’OCI les 11 et 12 juin 2013.
Du 9 au 11 décembre 2013, lors de la 40e session du CMAE à Conakry, en Guinée, 19 pays membres de l'OCI ont signé les statuts de l'OISA, devenant ainsi les membres officiels de l'OISA.
La session inaugurale de l'assemblée générale de l'OISA s'est tenue en même temps que la 7e conférence ministérielle sur la sécurité alimentaire et le développement agricole du 26 au 28 avril 2016 à Astana, au Kazakhstan. Le pays hôte a été élu président de l'assemblée générale de l'OISA, la Côte d'Ivoire et la Palestine — en tant que vice-présidents.
À la deuxième assemblée générale tenue les 27 et 29 août 2019 à Djeddah (Arabie Saoudite), l’Arabie Saoudite a été élue président de l’assemblée générale, le Tadjikistan et la Gambie ont été élus vice-présidents, et le Kazakhstan comme rapporteur.
La troisième assemblée générale s'est tenue en ligne les 2 et 3 décembre 2020 à Ankara, en Turquie. Les 16 programmes stratégiques de l'OISA ont été approuvés par les États membres. La Tunisie a officiellement annoncé son intention de rejoindre l'OISA dans un avenir proche.
La quatrième assemblée générale est prévue en 2021 à Nour-Soultan, République du Kazakhstan.

## Mission
- Apporter une expertise et un savoir-faire technique aux États membres sur les différents aspects de l’agriculture durable, du développement rural, de la sécurité alimentaire et des biotechnologies, y compris le règlement des problèmes dus à la désertification, à la déforestation, à l’érosion et à la salinité, et garantir les réseaux de couverture sociale;
- Évaluer et surveiller, en coordination avec les États membres, la situation de la sécurité alimentaire dans les États membres afin de déterminer et de fournir l’aide humanitaire d’urgence nécessaire, y compris la création de réserves pour la sécurité alimentaire;
- Mobiliser et gérer les ressources financières et agricoles pour le développement de l’agriculture et l’amélioration de la sécurité alimentaire au sein des États membres;
- Coordonner, concevoir et mettre en œuvre des politiques agricoles communes, y compris l’échange et le transfert de technologies appropriées et d’un système de gestion publique de l’alimentation.

## Financement
Les activités de l'OISA sont financées par des contributions obligatoires et volontaires, des dons, des fonds pour des projets spécifiques, ainsi que par les revenus des publications et des services.
Les trois premières années (2017-2019) des activités du Secrétariat de l'OISA ont été financées par les contributions volontaires de la République du Kazakhstan. 
En 2020, le Kazakhstan, le Bangladesh et les Émirats Arabes Unis ont transféré les contributions obligatoires et l'Arabie Saoudite a soumis les contributions volontaires.

## Membres
1. Afghanistan
2. Bangladesh
3. Bénin
4. Burkina Faso
5. Cameroun
6. Comores
7. Côte d'Ivoire
8. Djibouti
9. Égypte
10. Gabon
11. Gambia
12. Guinée
13. Guinée-Bissau
14. Irak
15. Iran
16. Jordanie
17. Kazakhstan
18. Koweït
19. Libye
20. Mali
21. Mauritanie
22. Maroc
23. Mozambique
24. Niger
25. Nigeria
26. Pakistan
27. Palestine
28. Qatar
29. Arabie saoudite
30. Sénégal
31. Sierra Leone
32. Somalie
33. Soudan
34. Suriname
35. Tadjikistan
36. Tchad
37. Tunisie
38. Turkmenistan
39. Turquie
40. Uganda
41. Émirats arabes unis
42. Yémen